# Радуга (киноустановка)

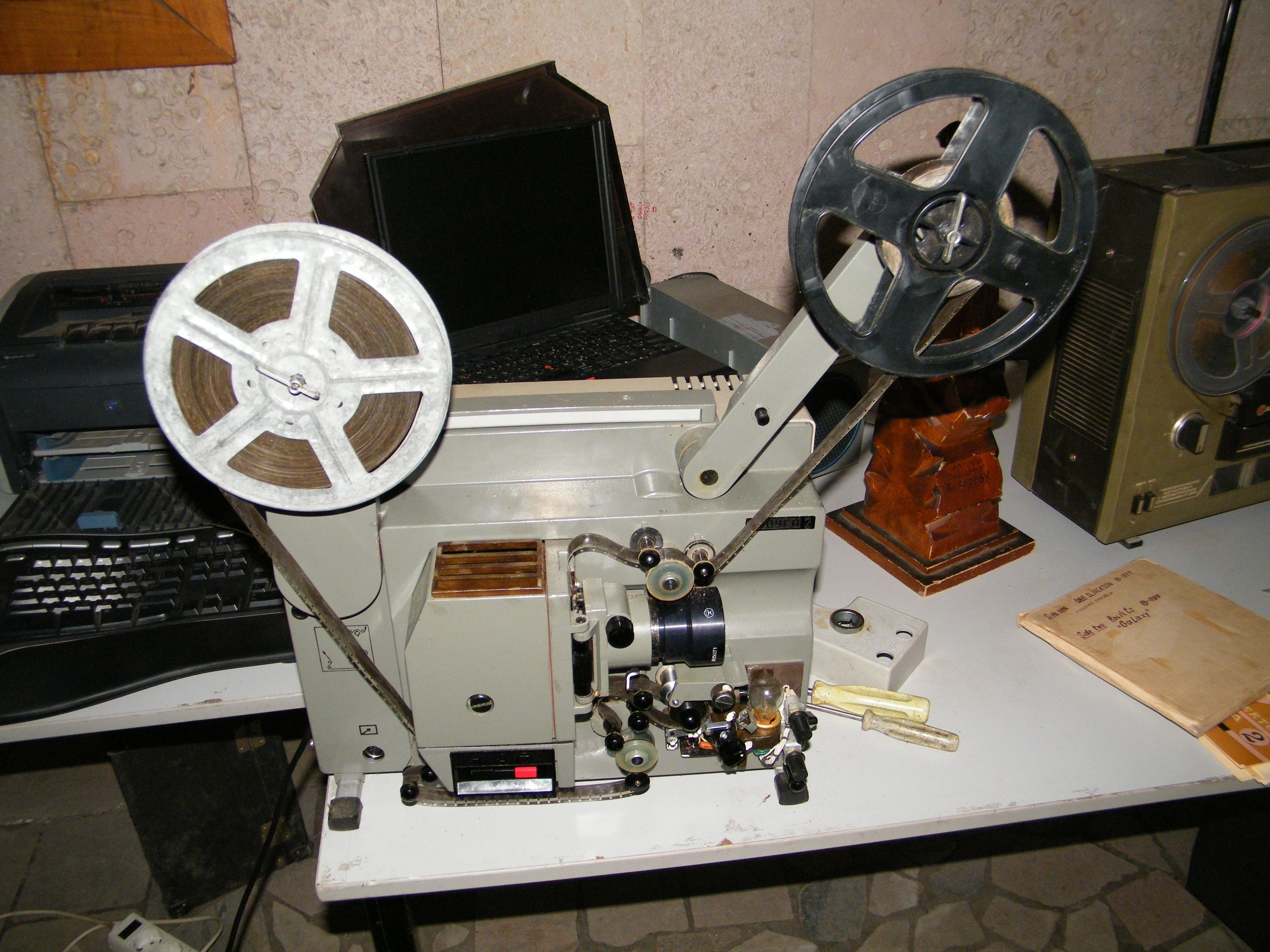

Радуга (КП-1) — портативная киноустановка, производившаяся Киевским заводом Кинап с 1969 года. Позволяет демонстрировать немые и звуковые фильмы на 16-мм киноплёнке, с оптической или магнитной фонограммой. Предназначалась, главным образом, для кинолюбителей. Особенностью киноустановки этого типа в отличие от профессиональных является размещение всех элементов — кинопроектора, блока питания, усилителя и контрольного громкоговорителя — в одном корпусе, снабжённом ручкой для переноски.

## Устройство
В комплект установки, кроме основного блока, в котором смонтированы кинопроектор, усилитель и громкоговоритель «1ГД-40», входят дополнительная акустическая система «4А-28» в отдельном чемодане и сворачивающийся экран «ЭПБ-С1-2» в чехле. При подсоединении дополнительной акустической системы мощностью 6 Ватт, встроенный динамик автоматически отключается. Кинопроектор может работать с бобинами ёмкостью до 600 метров.
Электропитание от сети переменного тока напряжением 220 Вольт обеспечивается встроенным блоком питания с селеновым выпрямителем. Осветительная система построена по бесконденсорной схеме и основана на использовании проекционной лампы К-21-150 (21,5 Вольт, 150 Ватт) с внутренним отражателем. Для проекции могут использоваться объективы ОКП3-50-1 (1,4/50 мм) или ОКП1-35-1 (1,4/35 мм). Кроме того, допускается использование объектива РО-109-1А (1,2/50 мм) от киноустановки «Украина». При работающем обтюраторе без киноплёнки кинопроектор обеспечивает световой поток не менее 250 люмен. В экономичном режиме, увеличивающем срок службы лампы, световой поток падает до 180 люмен.
Асинхронный конденсаторный электродвигатель «АВЕ-042-2» обеспечивает кинопроекцию с частотой 24 кадра в секунду. Вентилятор, укреплённый на валу, охлаждает проекционную лампу и кадровое окно. Прерывистое перемещение киноплёнки в фильмовом канале осуществляется кулачковым рамочным грейфером.
Звукоблок с двухзвенным стабилизатором скорости рассчитан на воспроизведение оптических и магнитных фонограмм фильмокопий. Звукочитающий штрих создаётся цилиндрической оптикой и лампой накаливания К4-3 (4 Вольт, 3 Ватт), а в качестве преобразователя использован фотодиод «ФД-9К». Магнитная фонограмма воспроизводится миниатюрной головкой «МГ-14ВМ», установленной внутри гладкого барабана.